# George Hutton
George Hutton (* 1801 in Perth, Schottland; + 1870 in Halifax, Nova Scotia) war ein Lehrer für Gehörlose.

## Leben und Wirken
George Hutton wurde 1801 in Pert geboren und war mit Ann Scott verheiratet. Das Paar hatte einen Sohn und eine Tochter.
Er unterrichtete 40 Jahre in Schottland am Institut für Gehörlose in Edinburgh als Autodidakt und danach ab 1860 für 10 Jahre bis zu seinem Tod ehrenamtlich in Halifax am Institut für Gehörlose unter seinem Sohn James Scott.
Für die Verschriftlichung von den  Gebärden der Gehörlosen entwickelte er ein eigenes System für eine Gebärdenschrift. Dieses System wurde 1874 von seinem Sohn nach seinem Tod unter dem Synonym Mimographie veröffentlicht.